# Краснозёрский район
Краснозёрский райо́н — административно-территориальная единица (район) и муниципальное образование (муниципальный район) в Новосибирской области России.
Административный центр — рабочий посёлок Краснозёрское.

## География
Район расположен на юго-западе Новосибирской области в Кулундинской степи. Граничит с Кочковским, Доволенским, Здвинским и Карасукским районами Новосибирской области, на юге с Алтайским краем.
Территория района по данным на 2008 год — 533 тыс. га, в том числе сельхозугодья — 432,3 тыс. га (является крупнейшим сельскохозяйственным районом области) (81,1 % всей площади). По территории района протекает река Карасук, имеются большие запасы кирпичной глины.

## История
Район был образован 24 сентября 1925 года как Карасукский с центром в селе Карасукском в составе Славгородского округа Сибирского края. В 1930 году Сибирский край был разделён на западную и восточную части, и Карасукский район оказался в составе Западно-Сибирского края.
10 апреля 1933 года село Карасукское было переименовано в Краснозёрское, а район — в Краснозёрский в составе Западно-Сибирского края, а Карасукским стал именоваться соседний, до этого Чёрно-Курьинский район.
28 сентября 1937 года район был включён в свежеобразованный Алтайский край. 15 января 1944 года 8 сельсоветов Краснозёрского района были переданы в новый Весёловский район.
13 августа 1944 года район передан в Новосибирскую область одновременно с Андреевским, Весёловским и Карасукским районами по Указу Президиума Верховного Совета РСФСР.

## Достопримечательности

### Природное достояние
- Озеро Островное, известное в качестве источника минерализированной воды – рапы[6];
- Озеро Горькое с сульфидо-иловой грязью;
- Памятник природы областного значения «Степная катена»;
- Памятник природы областного значения «Зонально-разнотравно-ковыльная степь».

### Культурно-историческое наследие
- Краснозёрский художественно-краеведческий музей имени В.И. Коробейникова;
- Петропавловский краеведческий музей (с. Петропавловка);
- Петропавловская церковь (с. Петропавловка);
- Музей под открытым небом «Улица первых поселенцев» (с. Петропавловка);
- Церковь Сергия Радонежского;
- Аллея Героев Социалистического труда;
- Монумент "Навечно в памяти народной";
- Памятник Бывалому, Трусу и Балбесу;
- Памятник В.И. Коробейникову;
- Памятник Славным сынам России;
- Краснозерский дом культуры;
- Мемориал Славы краснозёрцам-пограничникам.

### Санаторно-курортные ресурсы
- Санаторный комплекс «Санаторий Краснозерский»;
- Детский оздоровительный лагерь «Земляничная поляна»;
- Санаторий "Рапан" с лечебными грязью и солью.

## Население
| 2002    | 2009    | 2010    | 2011    | 2012    | 2013    |
| ------- | ------- | ------- | ------- | ------- | ------- |
| 38 836  | ↘37 901 | ↘37 777 | ↘32 387 | ↘31 942 | ↘31 539 |
| 2014    | 2015    | 2016    | 2017    | 2018    | 2019    |
| ↘31 176 | ↘30 831 | ↘30 530 | ↘30 266 | ↘29 938 | ↘29 457 |
| 2020    | 2021    |         |         |         |         |
| ↘29 105 | ↘28 317 |         |         |         |         |

### Урбанизация
В городских условиях (рабочий посёлок Краснозёрское) проживают 31,62 % населения района.

## Муниципально-территориальное устройство
В муниципальный район входят 19 муниципальных образований, в том числе 1 городское поселение и 18 сельских поселений.
| №        | Муниципальное образование     | Административный центр        | Количество населённых пунктов | Население (чел.) | Площадь (км²) |
| -------- | ----------------------------- | ----------------------------- | ----------------------------- | ---------------- | ------------- |
| 1e-06    | Городское поселение:          |                               |                               |                  |               |
| 1        | рабочий посёлок Краснозёрское | рабочий посёлок Краснозёрское | 1                             | ↘8955            | 9,42          |
| 1.000002 | Сельские поселения:           |                               |                               |                  |               |
| 2        | Аксенихинский сельсовет       | село Аксениха                 | 2                             | ↘484             | 135,57        |
| 3        | Веселовский сельсовет         | село Веселовское              | 2                             | ↘1682            | 405,78        |
| 4        | Зубковский сельсовет          | село Зубково                  | 4                             | ↘1459            | 405,66        |
| 5        | Казанакский сельсовет         | село Казанак                  | 2                             | ↘458             | 219,88        |
| 6        | Кайгородский сельсовет        | посёлок Кайгородский          | 4                             | ↘1497            | 378,29        |
| 7        | Колыбельский сельсовет        | село Колыбелька               | 2                             | ↘1433            | 427,81        |
| 8        | Коневский сельсовет           | село Конево                   | 2                             | ↘667             | 369,53        |
| 9        | Лобинский сельсовет           | село Лобино                   | 3                             | ↘699             | 258,83        |
| 10       | Лотошанский сельсовет         | село Лотошное                 | 1                             | ↘412             | 200,72        |
| 11       | Майский сельсовет             | село Майское                  | 4                             | ↘1368            | 308,38        |
| 12       | Мохнатологовский сельсовет    | село Мохнатый Лог             | 2                             | ↘1449            | 363,87        |
| 13       | Нижнечеремошинский сельсовет  | село Нижнечеремошное          | 2                             | ↘776             | 228,49        |
| 14       | Октябрьский сельсовет         | посёлок Октябрьский           | 5                             | ↘1102            | 392,10        |
| 15       | Орехово-Логовской сельсовет   | село Орехов Лог               | 2                             | ↘820             | 202,65        |
| 16       | Половинский сельсовет         | село Половинное               | 3                             | ↘2987            | 313,52        |
| 17       | Полойский сельсовет           | село Полойка                  | 2                             | ↘972             | 357,05        |
| 18       | Садовский сельсовет           | посёлок Садовый               | 4                             | ↘849             | 147,22        |
| 19       | Светловский сельсовет         | село Светлое                  | 2                             | ↘441             | 205,17        |

### Населённые пункты
В Краснозёрском районе 49 населённых пунктов.
| №  | Населённый пункт | Тип                     | Население | Муниципальное образование     |
| -- | ---------------- | ----------------------- | --------- | ----------------------------- |
| 1  | Аксениха         | село                    | ↘586      | Аксенихинский сельсовет       |
| 2  | Беспятый         | посёлок                 | ↘100      | Майский сельсовет             |
| 3  | Веселовское      | село                    | ↘1650     | Веселовский сельсовет         |
| 4  | Ганино           | посёлок                 | ↘84       | Аксенихинский сельсовет       |
| 5  | Гербаево         | село                    | ↘385      | Кайгородский сельсовет        |
| 6  | Голубинский      | посёлок                 | ↘229      | Половинский сельсовет         |
| 7  | Зелёная Роща     | посёлок                 | ↘171      | Октябрьский сельсовет         |
| 8  | Зубково          | село                    | ↘711      | Зубковский сельсовет          |
| 9  | Зубково          | железнодорожная станция | ↘617      | Зубковский сельсовет          |
| 10 | Зуевский         | посёлок                 | ↘99       | Орехово-Логовской сельсовет   |
| 11 | Казанак          | село                    | ↘441      | Казанакский сельсовет         |
| 12 | Кайгородский     | посёлок                 | ↘631      | Кайгородский сельсовет        |
| 13 | Калиновский      | посёлок                 | ↘2        | Половинский сельсовет         |
| 14 | Колыбелька       | село                    | ↘1101     | Колыбельский сельсовет        |
| 15 | Конево           | село                    | ↘740      | Коневский сельсовет           |
| 16 | Краснозёрское    | рабочий посёлок         | ↘8955     | рабочий посёлок Краснозёрское |
| 17 | Красный Хутор    | посёлок                 | ↘497      | Кайгородский сельсовет        |
| 18 | Курьинский       | посёлок                 | ↘301      | Октябрьский сельсовет         |
| 19 | Ленинградский    | посёлок                 | ↘139      | Казанакский сельсовет         |
| 20 | Лобино           | село                    | ↘840      | Лобинский сельсовет           |
| 21 | Локтёнок         | село                    | ↘481      | Колыбельский сельсовет        |
| 22 | Лотошное         | село                    | ↘412      | Лотошанский сельсовет         |
| 23 | Луговой          | посёлок                 | ↘145      | Полойский сельсовет           |
| 24 | Майское          | село                    | ↘892      | Майский сельсовет             |
| 25 | Мохнатый Лог     | село                    | ↘1024     | Мохнатологовский сельсовет    |
| 26 | Нижнечеремошное  | село                    | ↘850      | Нижнечеремошинский сельсовет  |
| 27 | Новолобинский    | посёлок                 | ↘3        | Лобинский сельсовет           |
| 28 | Новопокровский   | посёлок                 | ↘100      | Светловский сельсовет         |
| 29 | Новый Баганёнок  | посёлок                 | ↘398      | Веселовский сельсовет         |
| 30 | Октябрьский      | посёлок                 | ↘595      | Октябрьский сельсовет         |
| 31 | Орехов Лог       | село                    | ↘932      | Орехово-Логовской сельсовет   |
| 32 | Осинниковский    | посёлок                 | ↘43       | Нижнечеремошинский сельсовет  |
| 33 | Палкин Водопой   | посёлок                 | ↘4        | Лобинский сельсовет           |
| 34 | Петропавловка    | село                    | ↘705      | Мохнатологовский сельсовет    |
| 35 | Половинное       | село                    | ↘3022     | Половинский сельсовет         |
| 36 | Полойка          | село                    | ↘1129     | Полойский сельсовет           |
| 37 | Рямской          | посёлок                 | ↘41       | Коневский сельсовет           |
| 38 | Садовый          | посёлок                 | ↘662      | Садовский сельсовет           |
| 39 | Светлое          | село                    | ↘483      | Светловский сельсовет         |
| 40 | Степной          | посёлок                 | ↘204      | Октябрьский сельсовет         |
| 41 | Ульяновка        | село                    | ↘326      | Зубковский сельсовет          |
| 42 | Урожайный        | посёлок                 | ↘176      | Садовский сельсовет           |
| 43 | Успенский        | посёлок                 | ↘120      | Зубковский сельсовет          |
| 44 | Успенский        | посёлок                 | ↘37       | Кайгородский сельсовет        |
| 45 | Хабаровский      | посёлок                 | ↘113      | Октябрьский сельсовет         |
| 46 | Целинный         | посёлок                 | ↘95       | Майский сельсовет             |
| 47 | Целинный         | посёлок                 | ↘123      | Садовский сельсовет           |
| 48 | Центральный      | разъезд                 | ↘36       | Садовский сельсовет           |
| 49 | Чернаки          | село                    | ↘323      | Майский сельсовет             |

### Упразднённые населённые пункты
- Бабушкин
- Нововознесенский
- Осиновая Дубрава
- Рыбный, поселок, упразднен 6 октября 2009 года[23].
- Садомное
- Урюпино, поселок, упразднен 13 июня 2001[24].
- Яровой

## Экономика
Экономика района представлена 8 крупными и средними промышленными предприятиями, на долю которых приходится свыше 12 % от общего объёма выпуска продукции, товаров и услуг района. В отраслевой структуре промышленного производства значительная доля приходится на пищевую промышленность (87 %). Основными промышленными предприятиями района являются: ЗАО «Краснозерский пивкомбинат ОПС», ООО «Краснозерский мясокомбинат».
Сельскохозяйственным производством занимаются 24 акционерных общества, 4 сельскохозяйственных кооператива, 205 крестьянских (фермерских) хозяйств. Среди наиболее крупных и успешно работающих: ЗАО «Новомайское», специализирующееся на производстве зерна и молока, и ООО «Рубин», специализирующееся на выращивании зерна. Широко известно за пределами района предприятие Госплемзавод ОПХ «Садовское», которое занимается разведением высококлассной канадской породы герефордов, также в хозяйстве развито рыбоводство.

## Транспорт
Протяжённость автомобильных дорог — 604 км, из них с твёрдым покрытием — 399 км.

## Выдающиеся жители
Герои Советского Союза:
- Анисичкин Фёдор Иванович.

Герои социалистического труда:
- Лысенко Фёдор Кузьмич — председатель колхоза "Краснозерский";
- Кривошей Надежда Михайловна — звеньевая колхоза "Краснозерский";
- Константинов Иван Спиридонович — старший конюх совхоза "Запрудихинский";
- Шкафер Василий Харламович — главный агроном совхоза "Хабаровский";
- Ребенок Иван Денисович — чабан совхоза "Запрудихинский";
- Баймуканов, Андрей Камашевич — скотник откормочного совхоза "Краснозерский";[26]
- Коробейников Василий Иванович — первый секретарь Краснозерского РК КПСС.[27]

Полный кавалер ордена Славы:
- Галкин Павел Иванович — чабан совхоза "Полойский".

Почётные граждане Краснозёрского района представлены на сайте районной администрации.